# Nicoletta Merighetti
Nicoletta Merighetti (Brescia, 27 gennaio 1966) è un'ex sciatrice alpina italiana.

## Biografia
Slalomista pura originaria della Val Trompia, è madre di Daniele Sorio e cugina di Daniela Merighetti, a loro volta sciatori alpini; debuttò in campo internazionale in occasione dei Mondiali juniores di Sestriere 1983 e nella successiva rassegna iridata giovanile di Sugarloaf 1984 vinse la medaglia d'argento. In Coppa Europa nella stagione 1985-1986 fu 3ª nella classifica di specialità, mentre in Coppa del Mondo ottenne tre piazzamenti, il primo il 5 dicembre 1986 a Waterville Valley (13ª), l'ultimo l'11 gennaio 1987 a Mellau (8ª): tale risultato fu il migliore della Merighetti nel massimo circuito e il suo ultimo piazzamento agonistico internazionale. Si ritirò nel 1988; non prese parte a rassegne olimpiche né ottenne piazzamenti ai Campionati mondiali.

## Palmarès

### Mondiali juniores
- 1 medaglia:
  - 1 argento (slalom speciale a Sugarloaf 1984)

### Coppa del Mondo
- Miglior piazzamento in classifica generale: 50ª nel 1987

### Coppa Europa
- Miglior piazzamento in classifica generale: 9ª nel 1986

### Campionati italiani
- 2 medaglie[2]:
  - 2 argenti (combinata nel 1983; slalom speciale nel 1987)